# Mk 13 (пусковая установка)

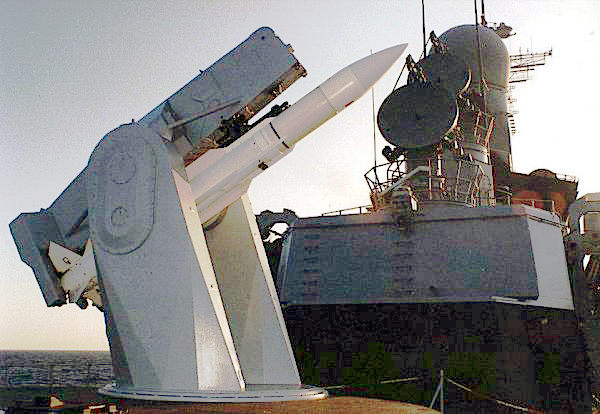
Пусковая установка Mk 13 на французском фрегате «Кассар»

Mk 13 (Mark 13) – американская пусковая установка для управляемых ракет. Применялась на кораблях ВМС США других стран для запуска ракет «Тартар», «Стандарт» SM-1, «Гарпун».
В настоящее время снята с вооружения и в качестве стандартной пусковой установки ВМС США заменена установкой вертикального пуска Mk 41.

## Описание
Mk 13 состоит из трёх основных модулей: ракетного магазина на 40 ракет в подпалубном пространстве, средств управления пуском и наводимой пусковой установки балочного типа с одной направляющей. Характеризуется компактностью, малым временем реакции. Обеспечивает самотестирование и обнаружение неисправностей.
Магазин представлял собой две концентрических цилиндрических кассеты с вертикально установленными ракетами. Внешний цилиндр вмещал 24 ракеты, внутренний — 16. Выпускался облегченный вариант ПУ с маркировкой Mk 22, который имел только один цилиндр на 16 ракет.
Всего для ВМС США и 14 флотов других стран произведено более 100 пусковых установок Mk 13 модификаций Mod 0—7. Модификации Mod 0—3
предназначались запуска ЗУР «Тартар», модификации Mod 4—7 – для запуска ЗУР «Стандарт» SM-1 и ПКР «Гарпун».

## Носители
- Фрегаты типа «Оливер Перри»
  -  США
  -  Австралия — Фрегаты типа «Аделаида»[англ.]*
  -  Турция
  -  Греция
  -  Польша
  -  Египет
  -  Бахрейн
- Ракетные крейсера типа «Калифорния»
  -  США
- Эсминцы типа «Чарлз Адамс»
  -  США (последние 10 кораблей, DDG 15-24)
  -  Германия — Эсминцы типа «Лютьенс»
  -  Австралия — Эскадренные миноносцы типа «Перт»[англ.]
  -  Греция
- Фрегаты типа «Кассар»
  -  Франция

## Фото

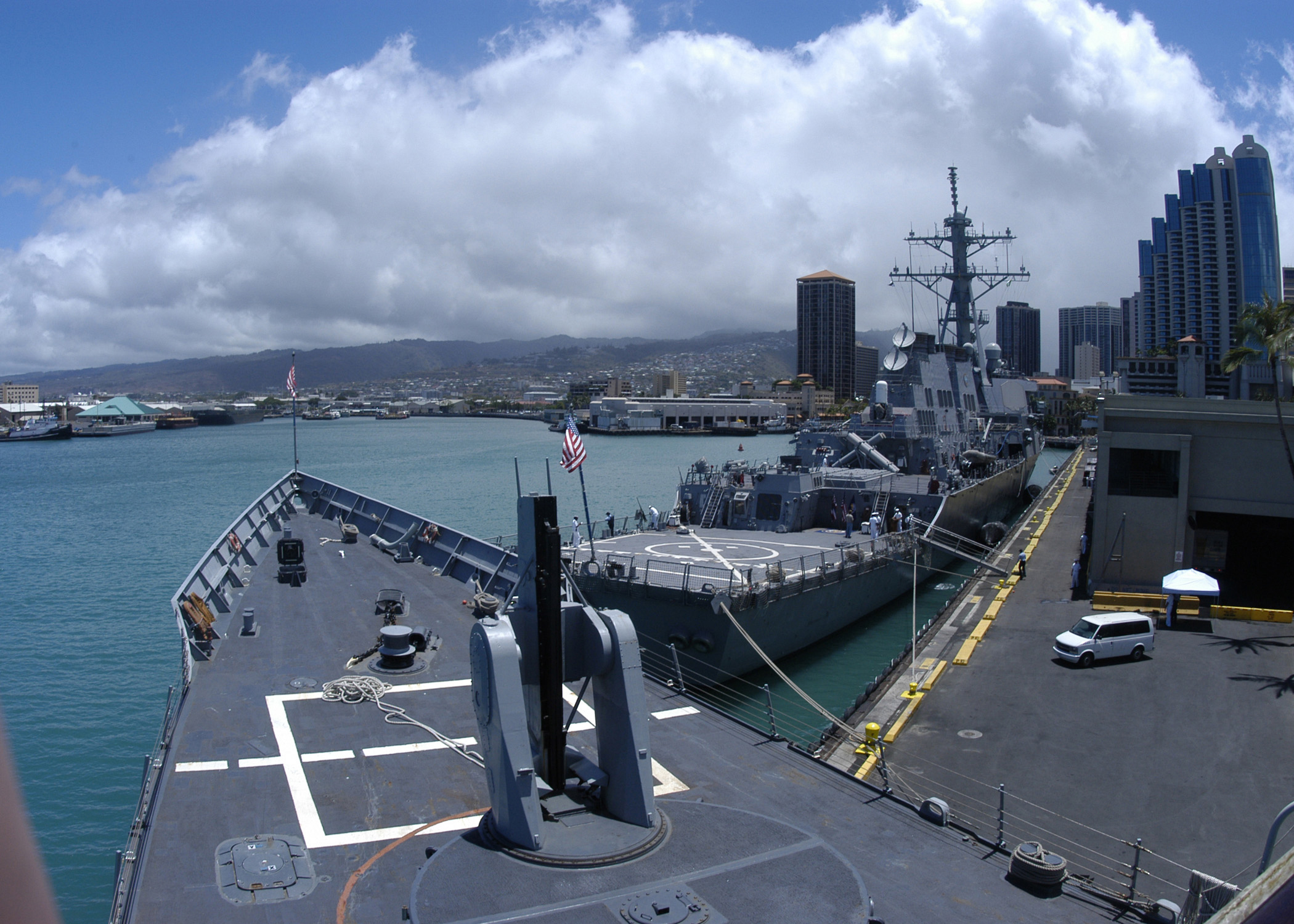
FFG-57 «Рубен Джеймс»
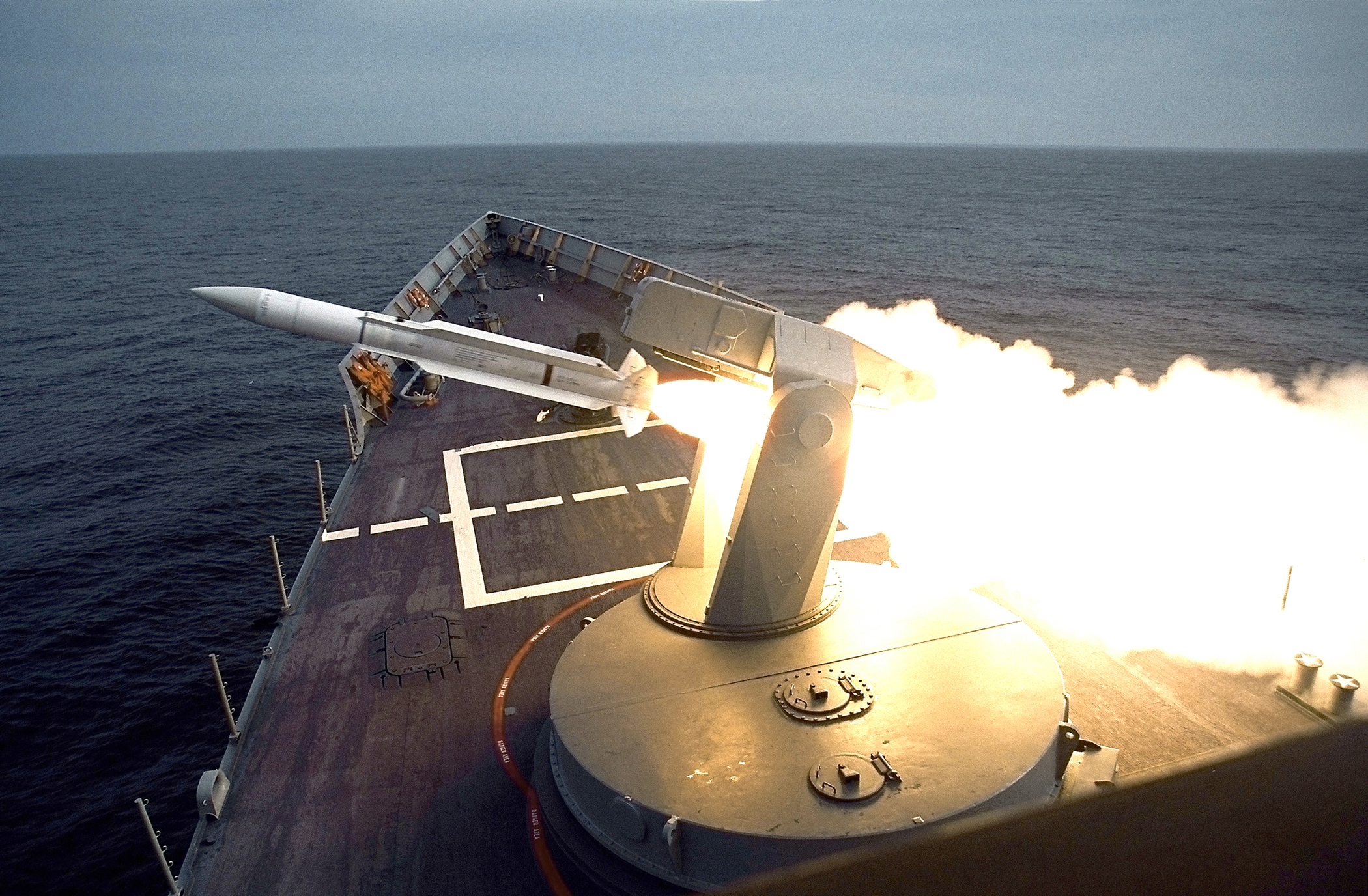
Пуск ракеты SM-1 с фрегата FFG-12 «Джордж Филип»

## Интересные факты
По созвучию американских терминов «однобалочный» и «однорукий» (англ. one-arm), пусковая установка Mk 13 на флотском жаргоне называлась «одноруким бандитом» (англ. one-arm bandit, распространённое американское название игрального автомата).